# Hans Gunnar Fleischmann
Hans Gunnar Fleischmann (* 17. Mai 1939; † 17. Dezember 2015) war ein deutscher Steuerberater und Hochschullehrer für Betriebswirtschaftliche Steuerlehre.

## Leben
Hans Gunnar Fleischmann studierte Wirtschaftswissenschaften und wurde 1971 an der Universität Würzburg zum Dr. rer. pol.  promoviert. Er war langjährig als Finanzbeamter tätig, später als Steuerberater in München. Er  lebte in Schwabing sowie in Keitum auf Sylt. 
Hauptarbeitsgebiet war die Besteuerung von nationalen und internationalen Immobilieninvestitionen, wie Kapitalanlagen, Immobilienfonds und Bauherrenmodellen. 1992 erhielt er einen Ruf als Professor für Bilanz- und Steuerrecht an die Fachhochschule Landshut.
Fleischmann hat zahlreiche Arbeiten und Aufsätze zur deutschen Steuerthematik veröffentlicht.

## Schriften
- Das Umwandlungs-Steuergesetz 1969 im Rahmen der Harmonisierungsbestrebungen: Umwandlung, Verschmelzung und Einbringung von Unternehmen in Deutschland und Frankreich unter besonderer Berücksichtigung der Errichtung eines gemeinsamen Marktes und der Harmonisierungsvorschläge der EG-Kommission, Schmitt & Meyer 1972 (Dissertation)
- Körperschaftsteuerrechtliche Anrechnungsverfahren: Gemeinsamkeiten und Unterschiede des französischen und der beiden in der Bundesrepublik Deutschland diskutierten Anrechnungsverfahren, W. Stollfuss 1972
- Steuerharmonisierung und Änderung der Unternehmensreform, Goldmann 1973
- Steuern, die Vermögen werden?: e. Leitfaden für steuerbegünstigte Kapitalanlagen, Verlag Moderne Industrie 1978, zusammen mit Hans-Dieter Meyerhoff, Helmut W. Röschinger
- Einsatz von Lebensversicherungen zur Finanzierung: BMF-Schreiben vom 21.12.1992 (IV B 1 - S 2221 - 210/92IV B 2 - S 2134 - 90/92) IN: Band 34 von Deutsches Steuerrecht, C. H. Beck 1993
- Steuern, die Vermögen werden? Leitfaden für steuerbegünstigte Kapitalanlagen, MVG Landberg am Lech 1984 (8. Auflage), ISBN 3-478-01668-1

## Aufsätze  (Auswahl ab 2000)
- Steuerrecht - Aufsatz - Das Anwendungsschreiben des BMF zu S 2b EStG, IN: Deutsches Steuerrecht : DStR; Wochenschrift & umfassende Datenbank für Steuerberater, C. H. Beck 2000, ISSN 0012-1347, zusammen mit Dirk Meyer-Scharenberg
- Steuerrecht - Der 5. Bauherren-Erlass - das Ende afler Fonds-Modelle? - Anmerkungen zum Entwurf eines neuen Bauherren- und Fonds-Erlasses, IN: Deutsches Steuerrecht : DStR; Wochenschrift & umfassende Datenbank für Steuerberater, C. H. Beck 2002, ISSN 0012-1347
- Steuerrecht - Endlich veröffentlicht: Der neue Bauherren- und Fondserlass, IN: Deutsches Steuerrecht : DStR; Wochenschrift & umfassende Datenbank für Steuerberater, C. H. Beck 2004, ISSN 0012-1347, zusammen mit Dirk Meyer-Scharenberg
- Steuerrecht - Erbbauzinsvorauszahlung: Anfang und Ende eines Steuersparmodells, IN: Deutsches Steuerrecht : DStR; Wochenschrift & umfassende Datenbank für Steuerberater, C. H. Beck 2004, ISSN 0012-1347
- Steuerrecht - Aufsätze - Der neue Liebhaberei-Erlass - Zum BMF-Schreiben vom 8.10.2004 - In einem Schreiben vom 8.10.2004 hat das BMF zur Einkunftserzielungsabsicht bei den Einkünften aus Vermietung und Verpachtung Stellung genommen. Fleischmann bringt zu diesem neuen "Liebhaberei-Erlass" eine kritische Zusammenfassung., IN: Der Betrieb : Betriebswirtschaft, Steuerrecht, Wirtschaftsrecht, Arbeitsrecht, Handelsblatt Düsseldorf 2005, ISSN 0005-9935
- Steuerrecht - Der neue (section sign) 15b EStG: Der endgültige Tod der Steuersparmodelle - Nach (section sign) 15b EStG dürfen Verluste aus allen Fonds-Gestaltungen nur noch mit späteren, positiven Einkünften "aus derselben Einkunftsquelle", also aus demselben Fonds verrechnet werden., IN: Der Betrieb : Betriebswirtschaft, Steuerrecht, Wirtschaftsrecht, Arbeitsrecht, Handelsblatt Düsseldorf 2006, ISSN 0005-9935
- Steuerrecht - BMF-Schreiben vom 17.7.2007 - IV B 2 - S 2241 - b-07-0001 - Anwendungsschreiben zu (section sign) 15b EStG, IN: Der Betrieb: Betriebswirtschaft, Steuerrecht, Wirtschaftsrecht, Arbeitsrecht, Handelsblatt Düsseldorf 2007, ISSN 0005-9935
- Neue Steuerurteile zu geschlossenen Fonds, IN: Der Betrieb : mit Recht Innovation sichern., Handelsblatt Fachmedien Düsseldorf 2010, ISSN 0005-9935